# Jane Chaplin
Pour les articles homonymes, voir Chaplin.
Jane Cecil Chaplin (née le 23 mai 1957) est une comédienne, productrice et écrivaine suisse. Elle est la fille de l'acteur britannique Charles Chaplin et la petite-fille du dramaturge américain Eugene O'Neill.

## Biographie

### Jeunesse
Jane Chaplin nait en mai 1957, peu de temps après l’emménagement des Chaplin en Suisse. Elle est la sixième enfant de Charlie Chaplin et Oona O'Neill. Ses sept frères et sœurs sont Géraldine, Michael, Josephine, Victoria, Eugène, Annette-Émilie et Christopher Chaplin. Elle est également la demi-sœur de Charles Chaplin Jr et Sydney Chaplin.
Jane grandit dans l'atmosphère stricte du manoir de Ban à Corsier-sur-Vevey où elle ne connaît que très peu de proximité avec ses parents. Devenue adulte, elle essaye la photographie puis se lance finalement dans la comédie et le théâtre. En décembre 1977, Chaplin meurt. Quelques mois plus tard, le rapt de sa dépouille traumatise Jane qui doit être internée dans un hôpital psychiatrique.

### Carrière
Rétablie, elle continue sa carrière. À la fin des années 1970, elle travaille pour Milos Forman à New York avant de s'établir, toujours pour des raisons professionnelles, à Orlando en Floride. En 1981, elle obtient un petit rôle dans le film Une saison de paix à Paris de Predrag Golubovic. Elle réitère l'expérience du cinéma neuf ans plus tard en jouant dans Le Voleur d'arc-en-ciel d'Alejandro Jodorowsky. Dans le même temps, elle entretient une liaison avec le producteur Ilya Salkind qu'elle épouse en 1985. Elle co-produit avec lui Christophe Colomb : La Découverte. Le couple a deux enfants, Orson (1986) et Osceola (1994), puis divorce en 1999.
En 2008, elle publie un récit autobiographique, 17 minutes avec mon père, dans lequel elle dépeint la sévérité de son éducation et ses relations compliquées avec Charlie Chaplin avec qui elle n'a pu réellement converser que durant 17 minutes de toute sa jeunesse. Elle confie à l'Associated Press que raconter son passé lui a permis de se libérer de ses chaînes.
Jane Chaplin vit actuellement à Carthagène des Indes en Colombie où elle écrit des scénarios.